# 포니 (유튜버)
포니(Pony, 본명: 박혜민, 1990년 1월 22일 ~ )는 대한민국의 분장사, 유튜버이다.
2019년 4월 기준으로 인스타그램 팔로워 수는 620만 명을 넘어섰고, 2020년 7월 23일 기준으로는 유튜브 채널 구독자 수는 571만 명으로 한국 유튜브 채널 중 33위에 올라있다. 대한민국뿐만 아니라 해외에서도 활동하면서 이름을 알려 나가고 있다.

## 브랜드
2015년 브랜드 "포니 이펙트"(PONY EFFECT)를 런칭했다.

## 저서
- 포니의 시크릿 메이크업북 (2010)
- 포니의 스페셜 메이크업북 (2011)
- 포니의 셀럽 메이크업 북 (2012)
- 포니의 스페셜 메이크업 북 (2013)
- 포니의 시크릿 메이크업 북 (2013)
- 포니의 스타일 메이크업 북 (2014)